# Помпадуры
«Помпаду́ры» — опера А. Ф. Пащенко в 3 действиях (4 картинах). Либретто оперы написано А. В. Ивановским и В. А. Рождественским по мотивам произведений «Помпадуры и помпадурши» и «История одного города» М. Е. Салтыкова-Щедрина.
Премьера оперы состоялась 20 октября 1939 года на сцене Ленинградского малого театра оперы и балета (ныне Михайловский театр). Дирижёром первой постановки был К. П. Кондрашин, режиссёром-постановщиком — И. Ю. Шлепянов, балетмейстером — Б. А. Фенстер, художником М. М. Черемных. Партию Надежды Петровны исполнила Е. А. Красовская, Блaмaнже — Н. Я. Чесноков, Удар-Ерыгина — А. Ю. Модестов, Перехват-Залихватского — В. Ф. Райков, Алёнки — В. А. Овчаренко, Митьки — И. Е. Пичугин, Предводителя дворянства — М. А. Ростовцев, Дамы в розовом — А. Н. Суслова, Дамы в голубом — К. Ф. Комиссарова, Фавори — П. И. Чекин.

## Действующие лица
- Надежда Петровна Бламанже — сопрано
- Бламанже, её муж — тенор
- Удар-Ерыгин, помпадур — баритон
- Перехват-Залихватский, полицмейстер — бас
- Алёнка — меццо-сопрано
- Митька — тенор
- Предводитель дворянства — бас
- Дама в розовом — меццо-сопрано
- Дама в голубом — сопрано
- Князь Соломенные ножки — тенор
- Фавори, учитель танцев — тенор
- Правитель канцелярии — баритон
- Чижиков, чиновник — тенор
- Ферапонтов, чиновник — бас
- Корнет Отлетаев — тенор
- Старик с палкой — тенор
- Помещик — бас
- 1-й купец — тенор
- 2-й купец — бас
- Салопница — сопрано
- Крестьянин — тенор
- Квартальный — бас
- Сторож Степан — бас

Чиновники, купцы.

## Содержание
Действие спектакля начинается на главной площади города Паскудска. Надежда Петровна Бламанже печалится из-за отъезда из губернии своего покровителя. Перехват-Залихватский пытается утешить её купеческими подношениями, поёт серенаду. Неожиданно появляется новый губернатор Удар-Ерыгин, после чего начинается переполох.
Второй акт начинается в присутственном месте, где ярко демонстрируется чиновничий быт. Действие следующей картины происходит в приёмной губернаторского дома, где собираются дворяне. Надежда Петровна очаровывает Удар-Ерыгина.
В третьем акте Надежда Петровна терпит поражение, Удар-Ерыгин предпочитает ей служанку Алёнку.

## Оценки
Музыковед М. С. Друскин в целом положительно оценивал оперу. По его мнению, гротеск и буффонада спектакля здесь вполне уместны, поскольку используются для острой сатиры. Авторы смогли показать воплотить на сцене «неприглядные, уродливые образы царской России». Либретто сектакля Друскин называл умело и добротно составленным. Авторам удалось включить в него отдельные слова и выражения из литературного первоисточника. Драматическое построение действия, по мнению Друскина, не совсем удалось либреттистам. Образы положительных персонажей, служанки Алёнки и её жениха, кучера Митьки, он считал недоработанными.
Музыку композитора А. Ф. Пащенко музыковед Друскин называл неровной. По его мнению, в опере слишком много внимания уделено передаче разговорных речевых интонаций. Музыкальная речь персонажей нарочито искажается посредством шаблонных приёмов: «сопоставления крайних регистров в голосе (скачки на увеличенные интервалы) и в оркестре (резкое тембровое сопоставление, внезапное чередование верхних и низких регистров), неожиданной ритмической смены движений, использования „обессмысленной“ колоратуры, эффектов глиссандо („подвываний“ и голосе) и пр.». Избыток подобных приёмов, по мнению музыковеда, утомляет слушателя. Однако для некоторых персонажей подобное шаржирование Друскин считал уместным: «Я имею в виду, например, партию Удар-Ерыпша, пронизанную на протяжении всей оперы ритмом мазурки, или куплеты чиновников во втором акте, выдержанные в характере польки, или-торжествующий вальс Надежды Петровны из того же акта». Хоровые номера оперы музыковед называл удачными, особо выделяя хоры пожарных, купцов, чиновников и дворян. Музыка хоровых номеров выполнена в стилистике, характерной для каждой конкретной социальной группы.
Друскин хвалил постановщика И. Ю. Шлепянова за тонкую проработку каждого образа: «постановщик вылепил живые фигуры, сценическое поведение которых — от главных действующих лиц до последнего статиста — обладает своей ритмикой, характерностью жеста мимики». Была положительно оценена и работа художника М. М. Черемных за выполненное им оформление спектакля, и в особенности за грим и костюмы.
Музыковед И. И. Соллертинский положительно отзывался об опере, отметив исключительную трудность задачи: «найти музыкальные интонации и краски для воплощения сатирического произведения гигантского масштаба, полного страстной ненависти и великого гнева».
Композитор С. С. Прокофьев рассказывал: «МАЛЕГОТ поставил очень неплохой спектакль „Помпадуры“. Музыка этой оперы на 75 % безусловно хороша. Либретто и текст иногда превосходны. Хорош художник».